# Jasperina de Jong
Jasperina de Jong (Amesterdão, 7 de janeiro de 1938) é uma atriz, comediante e cantora holandesa. Ela recebeu um Bezerro de Ouro por seu papel de Inez no filme Vroeger is dood (1987).

## Filmografia
- 1974: Am laufenden Band ... cantora
- 1985: Fien ... Fien de la Mar
- 1987: Vroeger is dood ... Inez
- 1989: Jan Rap en z'n maat ... Elly
- 1993: Niemand de deur uit ... Giselle de Bruin
- 1994: Alle kinderen de deur uit ... Carolien van West
- 1994: Een galerij ... Mieke
- 2001: Saint Amour ... Liliane
- 2001: Wilhelmina ... Emma
- 2004: Confiture ... Odette